# Pierre Lelong (Mathematiker)

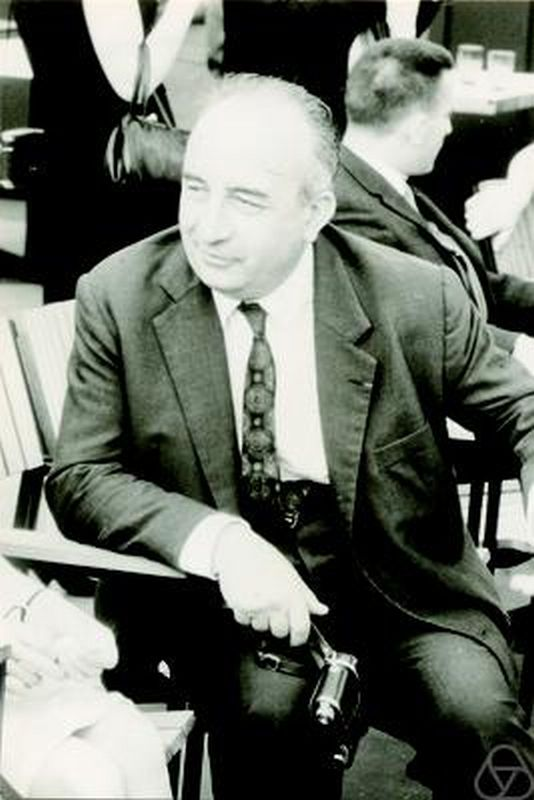
Pierre Lelong in Montreal 1967

Pierre Lelong (* 14. März 1912 in Paris; † 12. Oktober 2011) war ein französischer Mathematiker, der sich mit Analysis beschäftigte.

## Leben
Lelong studierte 1931 bis 1934 an der École normale supérieure. Ab 1938 war er Forscher am CNRS, 1941 wurde er promoviert. Von 1940 bis 1942 war er Chargé de Conférences an der Faculté de Sciences in Paris und danach bis 1944 Chargé de Cours an der Universität Grenoble (damals Faculté des Sciences), die damals einen Aufschwung erlebte, als Louis Néel während des Krieges mit seinem Straßburger Labor dorthin auswich. Ab 1946 bis 1954 war er Professor (für Mechanik) an der Universität Lille (Faculté des Sciences). Danach war er Professor in Paris, später an der Universität Paris VI (Pierre et Marie Curie), seit 1981 als Professor Emeritus.
Lelong war 1959 bis 1961 mit Guy Camus Berater von Präsident De Gaulles für die nationale Erziehung, Forschung und öffentliche Gesundheit, wobei Lelong besonders Wert auf die Verbindung von Universität und Industrie legte, die er in Grenoble erlebt und unterstützt hatte. Von 1960 bis 1964 war er einer der zwölf Weisen, die den Präsidenten in der Forschungspolitik berieten, und 1961 bis 1963 deren Leiter. Ebenfalls in den 1960er Jahren war er mehrfach Präsident der staatlichen Zweijahrespläne für Forschung. 1962 bis 1966 war er im Direktorium der CNRS und Vorsitzender der Mathematik-Abteilung. Er war an der Gründung der IRIA (Institut für Informatik und Automatisierung) und des DRME beteiligt und war Präsident des Centre International de Calcul de Rome.
Lelong befasste sich insbesondere mit Potentialtheorie und Funktionentheorie mehrerer komplexer Variablen. 1942 führte er den Begriff der pluriharmonische Funktion ein und begründete 1950 die metrische Untersuchung komplexer analytischer Mengen. In den 1960er Jahren führte er den Begriff positiver geschlossener Ströme („Courants“) ein. Er leitete lange ein bekanntes Analysis-Seminar in Paris, später zusammen mit Pierre Dolbeault und seinem Schüler Henri Skoda. Die Beiträge des Seminars wurden bei Springer in dessen „Lecture Notes in Mathematics“-Reihe veröffentlicht.
Seit 1980 war er korrespondierendes Mitglied und seit 1985 Mitglied der französischen Akademie der Wissenschaften. 1950 erhielt er deren Prix Eugène Dickson und 1967 deren Prix Ernest Déchelle. 1972 erhielt er den Grand Prix für Mathematik und Physik. Er war Kommandeur der Ehrenlegion, Offizier der Palmes Académiques, Ritter des Ordens für Verdienste um das Gesundheitswesen, Kommandeur des Ordens der Sonne von Peru und des Ordens vom Schwarzen Stern. 1963 war er Präsident der Société Mathématique de France.
Er war Ehrendoktor der Universität Uppsala.
Lelong war von 1947 bis 1977 mit der Mathematikerin Jacqueline Lelong-Ferrand verheiratet.

## Schriften
- De Gaulle et le service de l’état. Plon, 1977
- Leçons sur la théorie des fonctions de plusieurs variables complexes. Publication du C.E.A., 1960
- als Herausgeber: Fonctions plurisousharmoniques et formes différentielles positives. Gordon and Breach 1965
- Fonctions entières et fonctionnelles analytiques. Presses universitaires de Montréal, 1968
- mit Lawrence Gruman: Entire functions of several complex variables. Grundlehren der mathematischen Wissenschaften, Springer 1985